# Andrückbrett

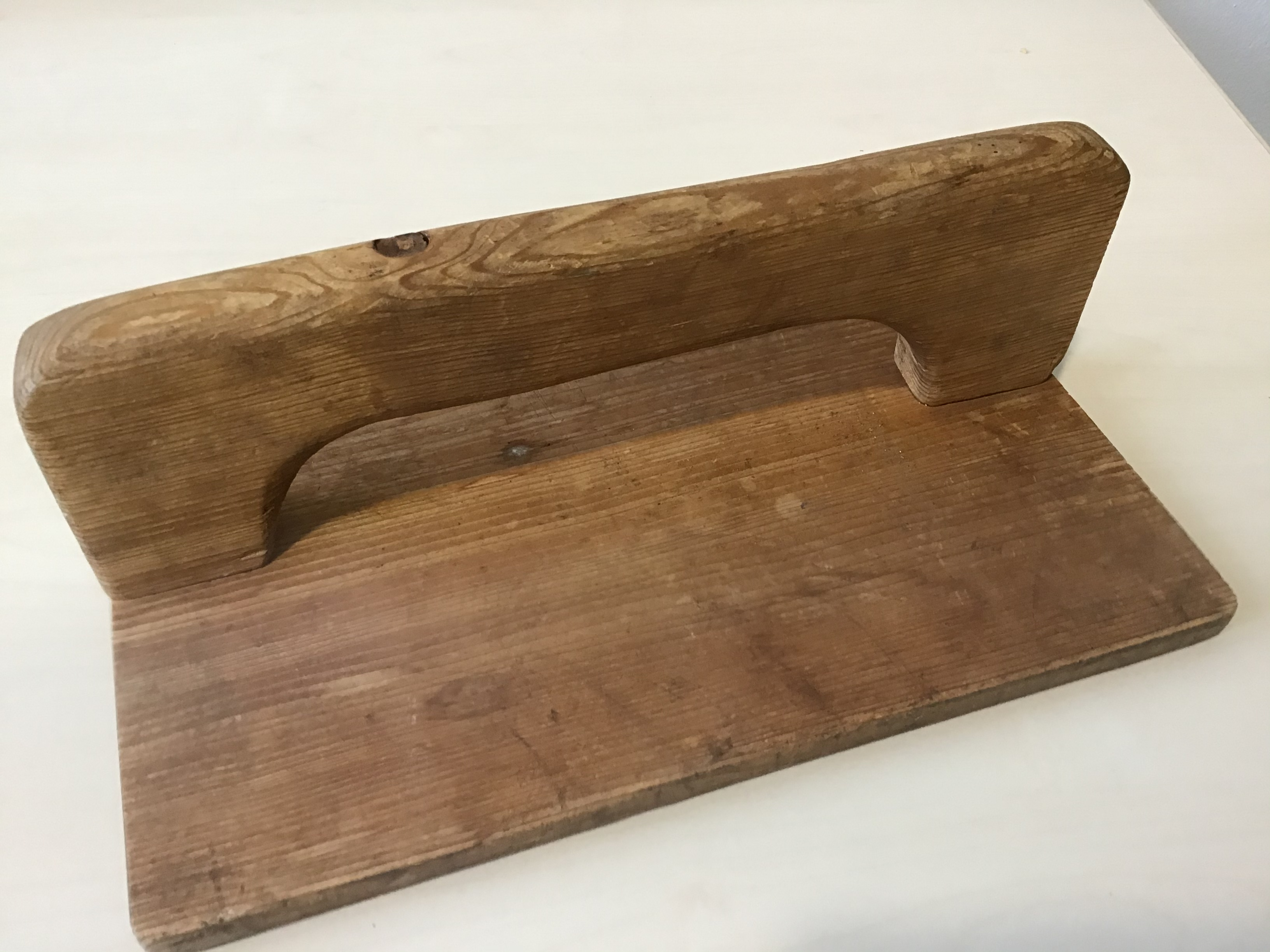
Andrückbrett aus Holz

Das Andrückbrett, auch Anpressplatte genannt, besteht aus einer etwa 10 bis 20 cm breiten, rechteckigen Holz-, Stahl- oder Steinplatte mit Griff und dient im Pflanzbeet zur Verdichtung der aufgelockerten Gartenerde nach dem Aussäen sowie zum Verdichten der Lehmmischung bei der Herstellung von Lehmziegeln, die außerhalb der Industrieländer heute noch verbreitet ist.
Im Gartenbau wird das Andrückbrett wird nach dem Einsäen der Samen zum Andrücken der aufgelockerten Erde verwendet, um den Kontakt der Samen mit dem feuchten Erdboden zu verbessern. Lichtkeimer liegen dabei auf dem Erdboden auf, während Dunkelkeimer mit einer Schicht Erde überdeckt werden.

## Videos
- Bei der Aussaat
- Bei der Lehmziegelproduktion